# Geraldesia cumbrensis
Geraldesia cumbrensis är en tvåvingeart som beskrevs av Edwin Möhn 1975. Geraldesia cumbrensis ingår i släktet Geraldesia och familjen gallmyggor.
Artens utbredningsområde är El Salvador. Inga underarter finns listade i Catalogue of Life.